# ケブリン酸
ケブリン酸(Chebulinic acid)は、リュウガンの種子、ミロバランの果実、Terminalia macropteraの葉で見られるエラジタンニンである。